# Коростівська вузькоколійна залізниця
Коростівська вузькоколійна залізниця (інші назви: вузькоколійна залізниця «Сколе — Демня — Коростів — Мала», в проєкті відновлення залізниці: «Золота лісова залізниця»). Недіюча вузькоколійна залізниця в межах Львівської області, в Україні.

## Опис
Основна лінія вузькоколійної залізниця будувалася з 1888 по 1893 рік. Згодом було добудовано ще кілька гілок. Загальна довжина складала 41 кілометр. Ширина колії — 800 мм.  Максимальний ухил був 2,5%. Використовувалася для вивозу лісу, та як туристичний маршрут. Була одною з перших вузькоколійок в Європі, яка отримала дозвіл на туристичні перевезення.

## Історія

### Як приватна залізниця компанії «Брати-Барони Гредлі» (1888—1939)'
Вузькоколійка була закладена компанією «Брати-Барони Гредлі», засновниками якої були австрійський барон Альберт Гредель та підприємець Вільгельм Шмідт.
Начальник дільниці вузькоколійки щомісячно отримував 300 злотих, машиніст Т.Дедих за зміну ― 6 злотих, помічник машиніста ― 4 злоті, кондуктор товарного потягу ― 2 злотих.

### Після приходу СРСР (1939—1970)
Після приходу радянських військ вузькоколійка перейшла до СРСР, її вартість не відшкодували попереднім власникам, через те, що Міжнародний суд зобов'язав заплатити тільки за палац Гредлів. Є свідчення про перешиття вузькоколійної залізниці з 800 мм на 750 мм в 1947 році. В 1960 роках почали закриватись лінії до Липи та Гути. Основна лінія була знищена повінню в 1969 році, після чого було прийняте рішення про її ліквідацію, і в 1970 році вона була остаточно розібрана.

### Музей «Коростівська вузькоколійка» (2005—сьогодення)
В 2005 році австрійський інженер Фольфрам Венделін, зацікавлений в історичному спадку вузькоколійних залізниць в Україні, розпочав проєкт відновлення Коростівської вузькоколійки, під назвою «Золота лісова залізниця» (ЗЛЗ), за підтримки спонсорів та волонтерів з України, США, та країн Європи. Того ж року було придбано велику дрезину закритої вузькоколійної залізниці в Осмолоді, а також критий вагон Львівської дитячої залізниці. Дрезину реставрували в 2007 році. Погоджено розміщення експонатів в дворі управління національного парку «Сколівські Бескиди».
До керування реставрацією приєднався Дмитро Бабарика, любитель вузькоколійок з Києва, який передав до проєкту 5 дрезин.
Восени 2007 було куплено мотодрезину ПД – 1, що стояла у саду в Антонівці (Рівненська обл.).
У лютому 2008 придбано старий снігоочисник СО-750, з залізниці базальтового кар'єру в Берестовці (Рівненська обл.).
У травні 2008 відбулась купівля двох критих товарняків з Рокитного (Рівненська обл.), але розмістити їх в дворі НПП Сколе не вдалося через незгоду директора. Після перемовин з місцевими бізнесменами, експонати вдалося тимчасово розмістити на території автозаправної станції біля вокзалу.
У серпні 2007 року, та у січні, лютому, квітні, травні та серпні 2008 року відбувались перемовини з місцевою владою стосовно оренди 800 м колишньої залізничної колії в Коростові на 49 років. Питанням організації вузькоколійки займатиметься ГО «Асоціація збереження вузькоколійних залізниць України», яка орендуватиме колію. 
Навесні 2022 було помічено акт вандалізму. Було розбито декілька вікон мотовоза МД54-4. Після цієї події був встановлений відеонагляд.
В серпні 2022 частину рухомого складу було релоковано з Антонівки, до основного музею в Коростові, через безпекову ситуацію.
Впродовж 2023-го року зусиллями ентузіастів було відновлено колію та рухомий склад, проведено роботи щодо офіційного створення музею, а також запуску руху колією для туристів.

## Дистанції залізниці

### Дистанція Сколе – Демня
На початку будівництва, в 1888 р. побудовано 4,7 км лісової залізниці Сколе – Демня, з шириною 800 мм. В 1969 зруйнована повінню. Демонтована в 1970 році.

### Дистанція Коростів – Мала – Погранична
23 травня 1892 р. лінію продовжено до Пограничної (13,6 км). Демонтовано в 1970 році.

### Дистанція Мала – урочище Свінник
Демонтована.

### Дистанція Коростів – Гута – г. Рожичканя (біля Козьови)
Демонтована в 1960 роках.

### Дистанція Гута – Липа
Демонтована в 1960 роках.

## Рухомий склад

### До 1970
- 4 танк-паровози фірми “Krauss/Linz” серія – 0-3-0Т (або 0-2-0Т). Працювали на залізниці до 1947 (або 1939) року. З назвами "Коростів", "Орава", "Гута", "Опір".[4][11]
- Декілька спеціальних туристичних вагонів.
- Невідома кількість відкритих платформ.

### Після 2005[8]
- 2 - Мотовози МД54-4
- 1 - Снігоочисник СО-750
- 1 - Дрезина Уа
- 3 - Криті вагони
- 1 - Вагон-думкрат
- 1 - Вагон ПВ40
- 2 - Вагонетки Т-54
- 1 - Тепловоз ТУ6А
- 1 - Тепловоз ТУ8
- 1 - Дрезина ПД2
- 1 - Мотовоз Му3